# Nguyên mẫu nội tâm

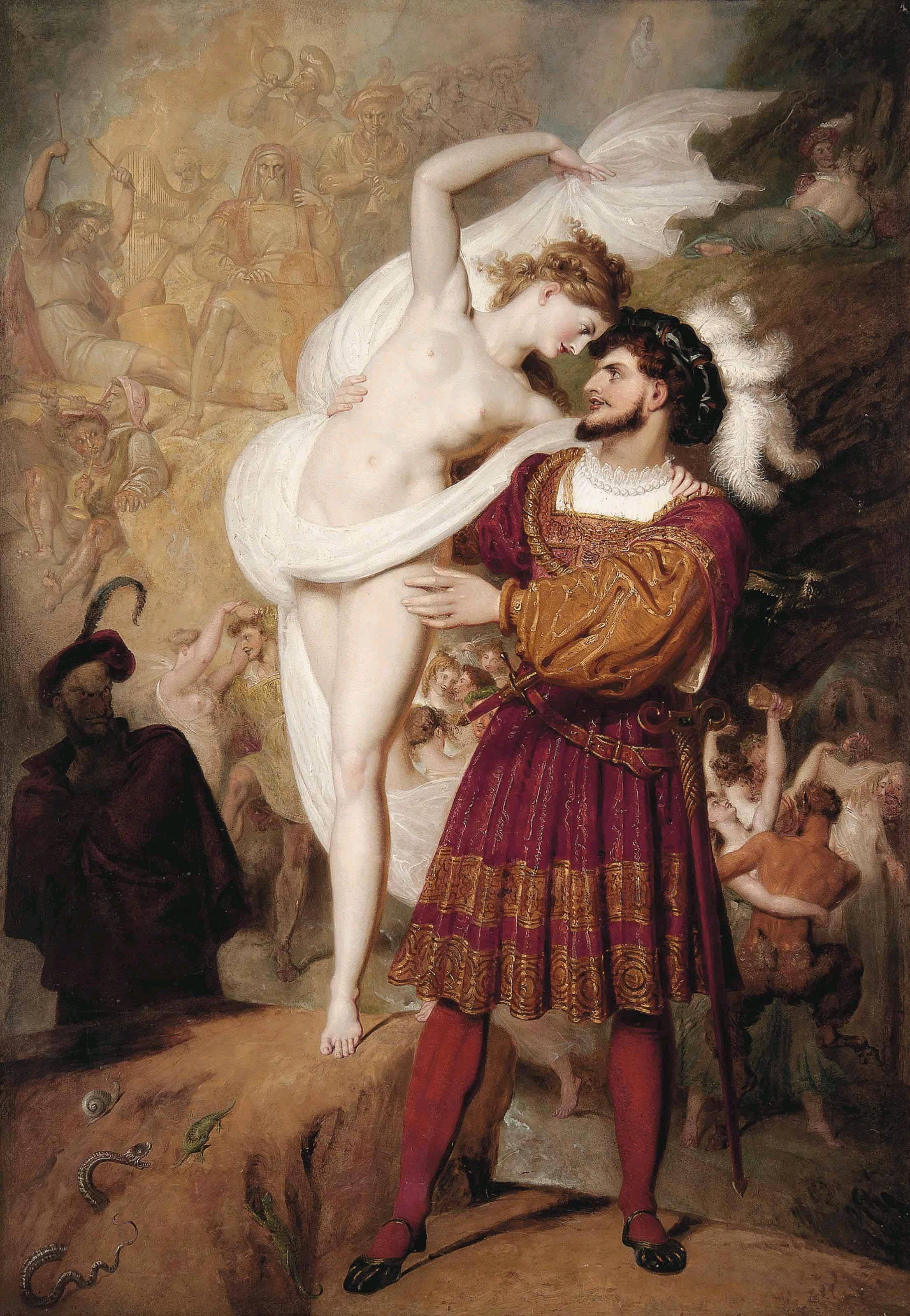
Tranh vẽ về hai nhân vật nguyên mẫu là Lilith và người hùng Faust

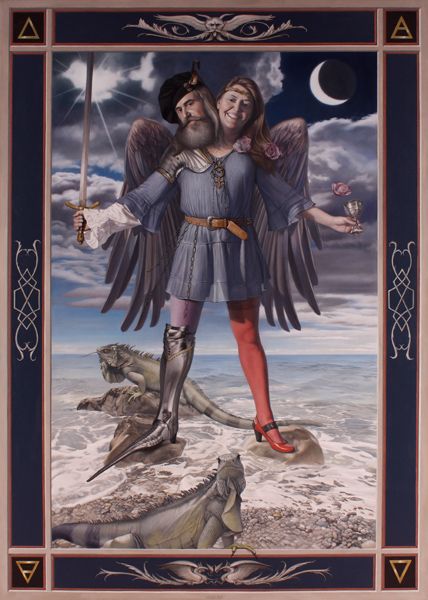
Nguyên mẫu Hermaphrodit

Nguyên mẫu nội tâm hay còn gọi là các nguyên mẫu Jung (Jungian archetypes) là những khuôn mẫu hành vi, suy nghĩ và hình ảnh mang tính phổ quát, bẩm sinh, tồn tại trong một tầng sâu của tâm thức được gọi là vô thức tập thể. Là đối trọng tâm lý của bản năng (tức là, nguyên mẫu là những biểu hiện tâm lý bẩm sinh, mang tính biểu tượng, thể hiện ra để đáp ứng với những bản năng sinh học có khuôn mẫu). Đây là khái niệm trong trường phái tâm lý học phân tích do nhà tâm thần học người Carl Gustav Jung sáng lập. Nguyên mẫu nội tâm như một bản thiết kế tâm lý mà tất cả mọi người, không phân biệt văn hóa hay thời đại, đều được kế thừa. Chúng không phải là những ký ức hay hình ảnh cụ thể, mà là những tiềm năng, những khuynh hướng có sẵn để con người trải nghiệm và thấu hiểu thế giới theo những cách thức tương tự nhau. Nguyên mẫu là một thuật ngữ có nguồn gốc từ tiếng Hy Lạp gồm "Arche" (nguyên bản, ban đầu) và "Typos" (hình mẫu, khuôn mẫu) mang ý nghĩa là mẫu gốc, cổ mẫu, mẫu đầu tiên, hình mẫu nguyên bản hoặc khuôn mẫu lý tưởng, được cho là nền tảng của nhiều chủ đề và biểu tượng phổ biến xuất hiện trong các câu chuyện, thần thoại và giấc mơ ở nhiều nền văn hóa và xã hội khác nhau. Vô thức tập thể là một dạng kế thừa tâm lý, chứa đựng tất cả tri thức và kinh nghiệm chung của một giống loài, các nguyên mẫu (cổ mẫu) chính là những hình ảnh và dạng thức phổ quát nằm trong tầng vô thức này. 
Theo Jung, nguyên mẫu là những khuôn mẫu suy nghĩ và hành vi bẩm sinh hướng tới tự nhận thức trong môi trường của một cá nhân. Quá trình tự nhận thức này ảnh hưởng đến mức độ cá nhân hóa, hay sự phát triển bản sắc độc đáo của cá nhân. Ví dụ, sự hiện diện của một hình mẫu người mẹ gần giống với hình mẫu lý tưởng của trẻ có thể khơi dậy những kỳ vọng bẩm sinh và kích hoạt nguyên mẫu người mẹ trong tâm trí trẻ. Nguyên mẫu này được tích hợp vào tiềm thức cá nhân của trẻ dưới dạng "phức cảm người mẹ", một đơn vị chức năng của vô thức cá nhân, tương tự như một nguyên mẫu trong vô thức tập thể. Một số ví dụ về nguyên mẫu (Jung gọi là "cổ mẫu"), bao gồm người mẹ, đứa con, kẻ lừa đảo và huyền thoại về trận lụt, cùng nhiều ví dụ khác. Trong tiếp thị, nguyên mẫu là một thể loại của thương hiệu, dựa trên biểu tượng. Ý tưởng đằng sau việc sử dụng nguyên mẫu thương hiệu trong tiếp thị là neo thương hiệu vào một biểu tượng, vốn đã ăn sâu vào lương tâm và tiềm thức của nhân loại. Trong tâm trí của cả chủ sở hữu thương hiệu và công chúng, việc đồng nhất với nguyên mẫu thương hiệu giúp thương hiệu dễ nhận diện hơn. Mười hai nguyên mẫu đã được đề xuất để sử dụng trong xây dựng thương hiệu (trong đó có cả những nhân vật kiểu mẫu) như nhà Hiền triết, Thiếu nữ Ngây thơ, Nhà thám hiểm, Nhà cai trị, Người sáng tạo, Người chăm sóc (Người Chữa lành/Người thấu cảm), Ảo thuật gia, Anh hùng, Kẻ ngoài vòng pháp luật, Người tình (Tình nhân/Nhân tình), Gã hề và Người bình thường. 